# SinB
Đây là một tên người Triều Tiên, họ là Hwang.
Hwang Eun-bi (tiếng Hàn: 황은비; sinh ngày 3 tháng 6 năm 1998), thường được biết đến với nghệ danh SinB (tiếng Triều Tiên: 신비), là một nữ ca sĩ, vũ công và diễn viên người Hàn Quốc. Cô là thành viên của nhóm nhạc nữ GFriend và đồng thời là thành viên của nhóm nhạc nữ Viviz.

## Tiểu sử
SinB sinh ngày 3 tháng 6 năm 1998 tại Cheongju, Chungcheong Bắc, Hàn Quốc. Cô là con út trong một gia đình có 2 anh em. Cô theo học Trường Trung học Biểu diễn Nghệ thuật Seoul và tốt nghiệp vào ngày 7 tháng 2 năm 2017.

## Sự nghiệp

### 2015–2021: Ra mắt với GFriend
Tháng 1 năm 2015, SinB chính thức ra mắt với tư cách là thành viên của GFriend với mini album đầu tay Season of Glass. Năm 2016, cô thể hiện nhạc phim cho bộ phim truyền hình Lọ Lem và bốn chàng hiệp sĩ.
Năm 2018, nhóm nhạc dự án Station Young được thành lập, bao gồm SinB cùng với Seulgi của Red Velvet, Soyeon của (G)I-dle và nghệ sĩ solo Chungha. Đĩa đơn "Wow Thing" được phát hành vào ngày 28 tháng 9 như là một phần của album dự án của SM Entertainment cho SM Station X 0.

### 2021–nay: Ra mắt với Viviz
Ngày 6 tháng 10 năm 2021, SinB cùng với Eunha và Umji — các cựu thành viên của GFriend — ký hợp đồng với BPM Entertainment và thông báo ra mắt với tư cách là một nhóm nhạc nữ bao gồm 3 thành viên. Ngày 8 tháng 10, tên của nhóm được công bố là Viviz. Nhóm ra mắt vào ngày 9 tháng 2 năm 2022 với mini album đầu tay Beam of Prism.

## Danh sách đĩa nhạc

### Hợp tác
| Tên                                                                                                 | Năm  | Vị trí cao nhất | Vị trí cao nhất | Vị trí cao nhất | Album                            |
| Tên                                                                                                 | Năm  | KOR             | KOR             | US World        | Album                            |
| Tên                                                                                                 | Năm  | Gaon            | Hot 100         | US World        | Album                            |
| --------------------------------------------------------------------------------------------------- | ---- | --------------- | --------------- | --------------- | -------------------------------- |
| "Wow Thing" (với Jeon So-yeon, Seulgi và Chungha)                                                   | 2018 | 35              | 43              | 3               | SM Station X 0                   |
| "Be Yourself" (신비송(ㅅㅂㅅ)) (với Shinbi)                                                         | 2020 | —               | —               | —               | Shinbi Song: Self-esteem project |
| "—" biểu thị cho bản phát hành không có trong bảng xếp hạng hoặc không được phát hành ở khu vực đó. |      |                 |                 |                 |                                  |

### Nhạc phim
| Tên                                                                                                 | Năm  | Vị trí cao nhất | Album                                      |
| Tên                                                                                                 | Năm  | KOR             | Album                                      |
| Tên                                                                                                 | Năm  | Gaon            | Album                                      |
| --------------------------------------------------------------------------------------------------- | ---- | --------------- | ------------------------------------------ |
| "I'll Be There" (내품에 라바와 친구들)                                                              | 2015 | —               | The Fairies In My Arms (내품에 친구들) OST |
| "Confession" (고백) (feat. Sijin)                                                                   | 2016 | —               | Cinderella with Four Knights OST Part 3    |
| "Like A Dream" (꿈인 듯 해)                                                                         | 2020 | —               | Do Do Sol Sol La La Sol OST Part 2         |
| "Loveable" (사랑스러워)                                                                             | 2021 | —               | A Love So Beautiful OST Part 2             |
| "—" biểu thị cho bản phát hành không có trong bảng xếp hạng hoặc không được phát hành ở khu vực đó. |      |                 |                                            |

### Sáng tác
Tất cả các thông tin của bài hát đều được trích từ cơ sở dữ liệu của Hiệp hội Bản quyền Âm nhạc Hàn Quốc.
| Tên            | Năm  | Nghệ sĩ            | Album   | Soạn nhạc | Sáng tác |
| -------------- | ---- | ------------------ | ------- | --------- | -------- |
| "Hope"         | 2019 | Fever Season       | GFriend | No        | Yes      |
| "Secret Diary" | 2020 | 回:Walpurgis Night | GFriend | Yes       | Yes      |

## Danh sách phim

### Chương trình truyền hình
| Năm  | Tên         | Kênh               | Vai         | Ghi chú                            | Nguồn  |
| ---- | ----------- | ------------------ | ----------- | ---------------------------------- | ------ |
| 2016 | Weekly Idol | Thành viên cố định | MBC Every 1 | "Idols are the Best" (tập 249–283) | [ 14 ] |

### Phim truyền hình
| Năm       | Tên                    | Kênh | Vai     | Nguồn  |
| --------- | ---------------------- | ---- | ------- | ------ |
| 2015–2016 | The Fairies In My Arms | MBC  | Shawing | [ 15 ] |

### Video âm nhạc
| Năm  | Tên bài hát  | Nghệ sĩ                                                 | Nguồn  |
| ---- | ------------ | ------------------------------------------------------- | ------ |
| 2012 | "I'm Da One" | Jo Kwon                                                 | [ 16 ] |
| 2018 | "Wow Thing"  | SinB, Seul-gi (Red Velvet), Chungha, So-yeon ((G)I-dle) | [ 17 ] |

## Giải thưởng và đề cử
| Giải thưởng                      | Năm  | Hạng mục                                     | Đề cử          | Kết quả      | Nguồn  |
| -------------------------------- | ---- | -------------------------------------------- | -------------- | ------------ | ------ |
| Seoul International Drama Awards | 2021 | Nhạc phim truyền hình Hàn Quốc xuất sắc nhất | "Like A Dream" | Chưa công bố | [ 18 ] |